# Naveta spațială Enterprise
Naveta spațială Enterprise (OV-101) a fost prototipul la scară natural (1:1) al navetelor spațiale orbitale din programul NASA Space Shuttle. A fost construită pentru teste structurale, de integrare și de zbor atmosferic, neavând capabilități pentru zbor orbital. Naveta nu dispunea de motoare (principale, secundare, de orientare, de protecție termică) pentru reintrarea în atmosferă (cu excepția câtorva eșantioane de țesătură Nomex și de dale ceramice, restul erau din spumă poliuretanică). Marginile aripilor sunt construite din fibră de sticlă și nu din carbon ranforsat, ca la navetele ulterioare destinate zborurilor orbitale. Nici măcar sistemul hidraulic pentru acționarea trenului de aterizare nu era funcțional, ușile trenului de aterizare se deschideau cu ajutorul unor bolțuri explozive iar trenul de aterizare era coborât prin greutatea proprie.
Naveta avea totuși posibilitatea montării tuturor subsistemelor lipsă, deoarece la început s-a intenționat reconstruirea acesteia pentru zboruri orbitale. După încheierea testelor însă, modificările structurale ale proiectului au complicat mult retrofitul navetei Enterprise, astfel încât a fost mai simplă construcția navetei Challenger.
Prima oară a zburat pe 12 august 1977 (pe 18 februarie 1977 a efectuat primul zbor, însă a fost vorba despre un zbor captiv, fiind fixată pe avionul Boeing 747 destinat transportului navetelor).

## Galerie

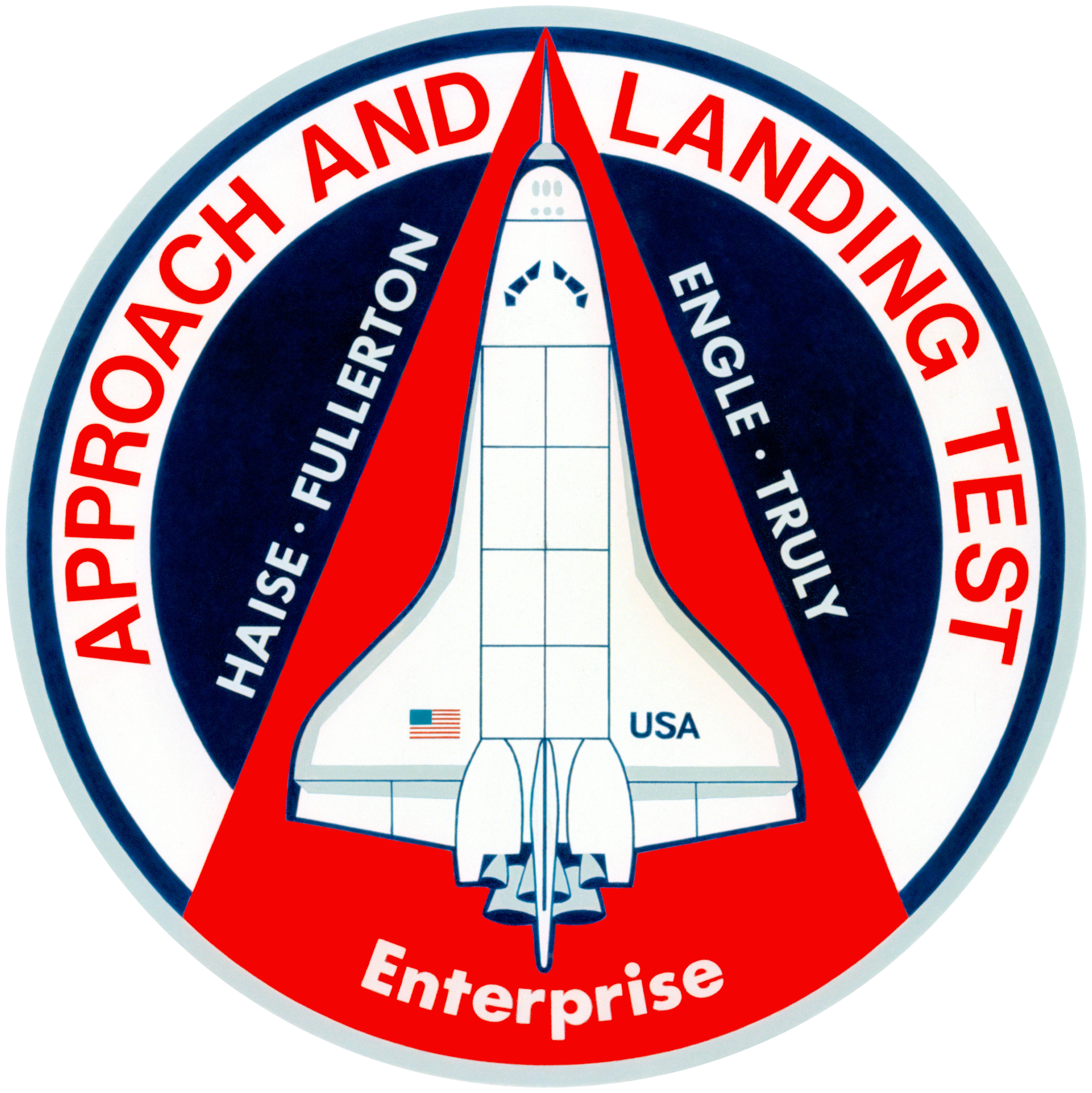
Enterprise ALT Program Logo
- Naveta spațială Enterprise 747 separare
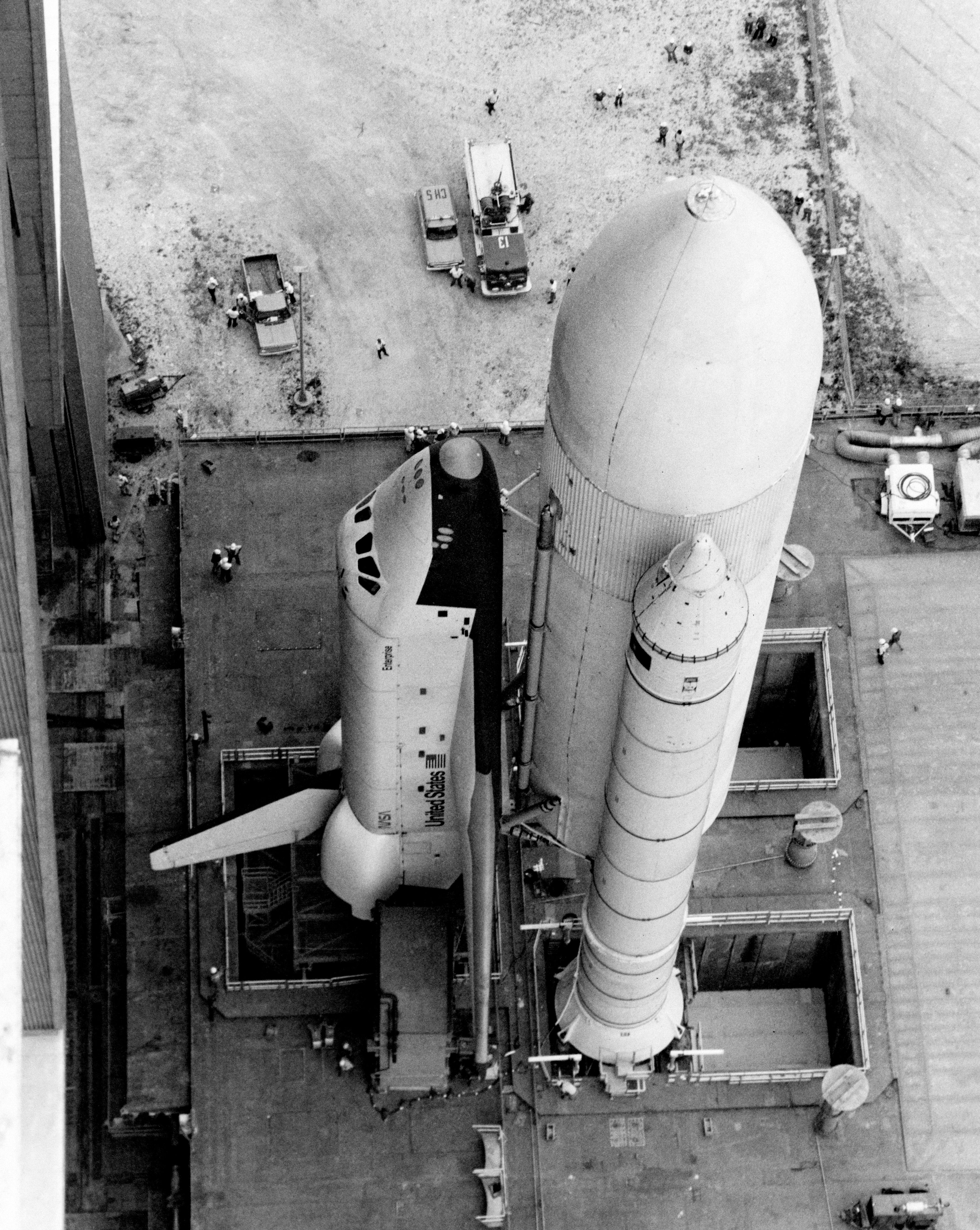
Enterprise o primă apariție pe placa îmbinată cu un rezervor extern și SRB-uri
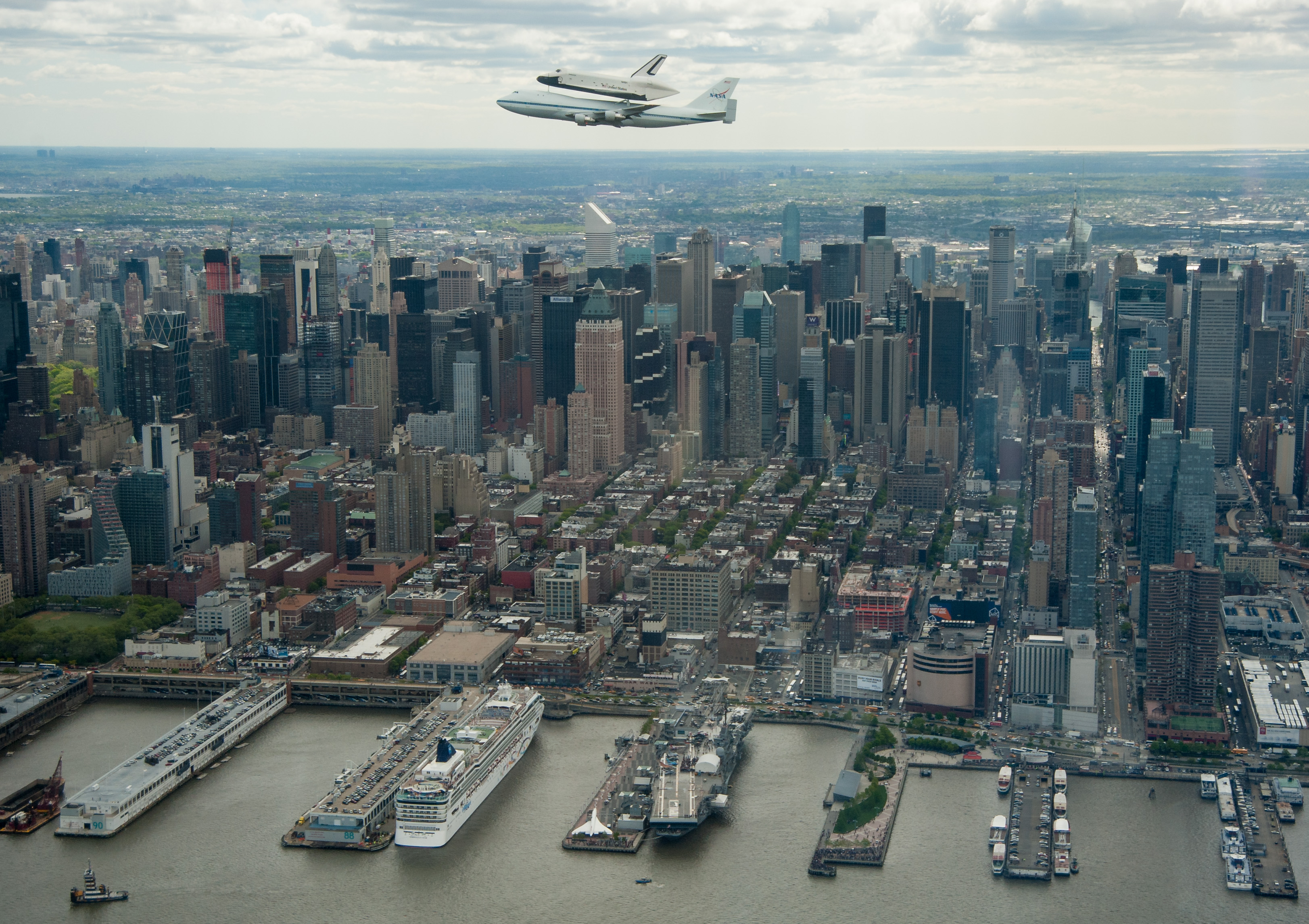
Enterprise peste New York. Muzeul Intrepid, Aer & Space
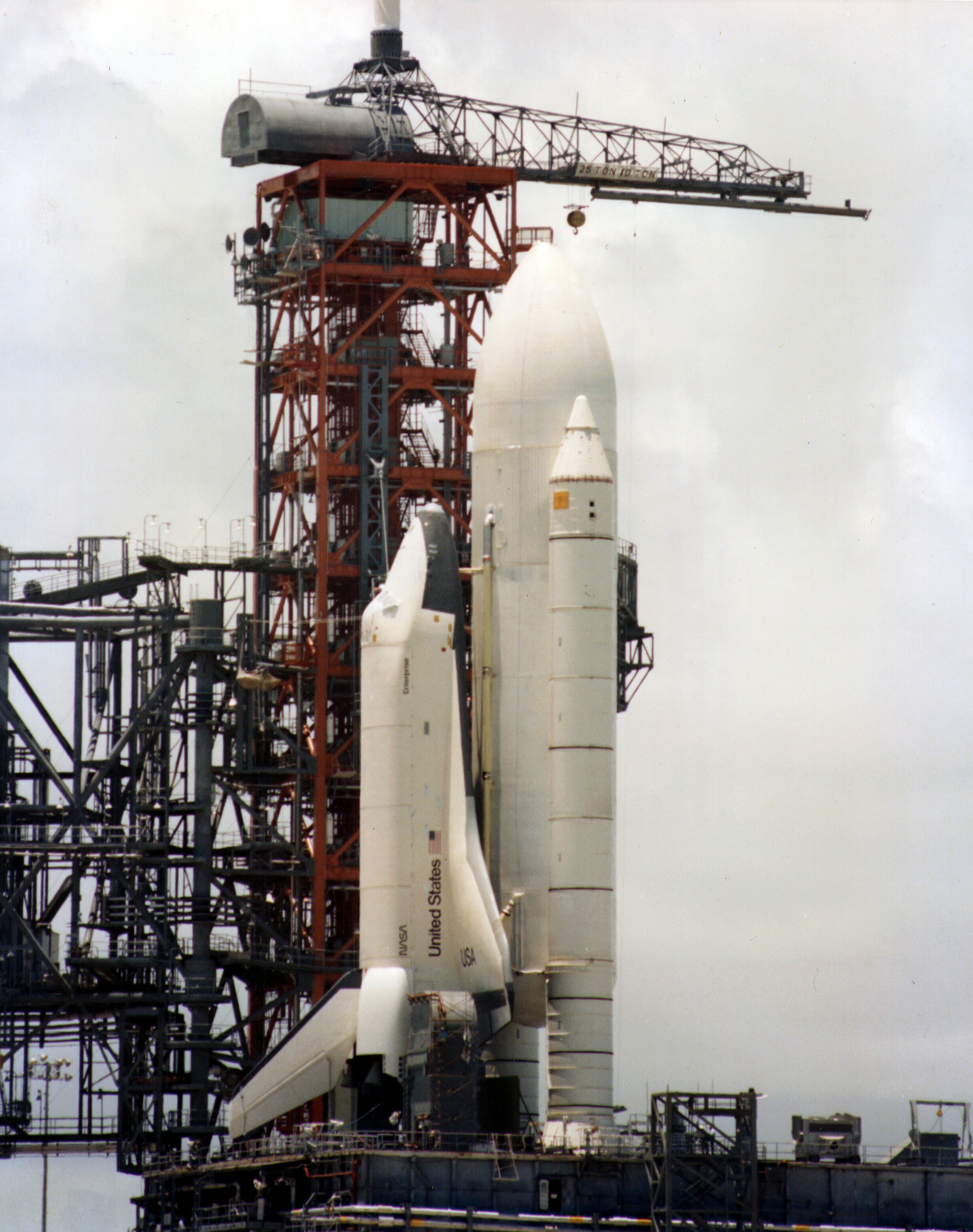
Naveta spațială Enterprise
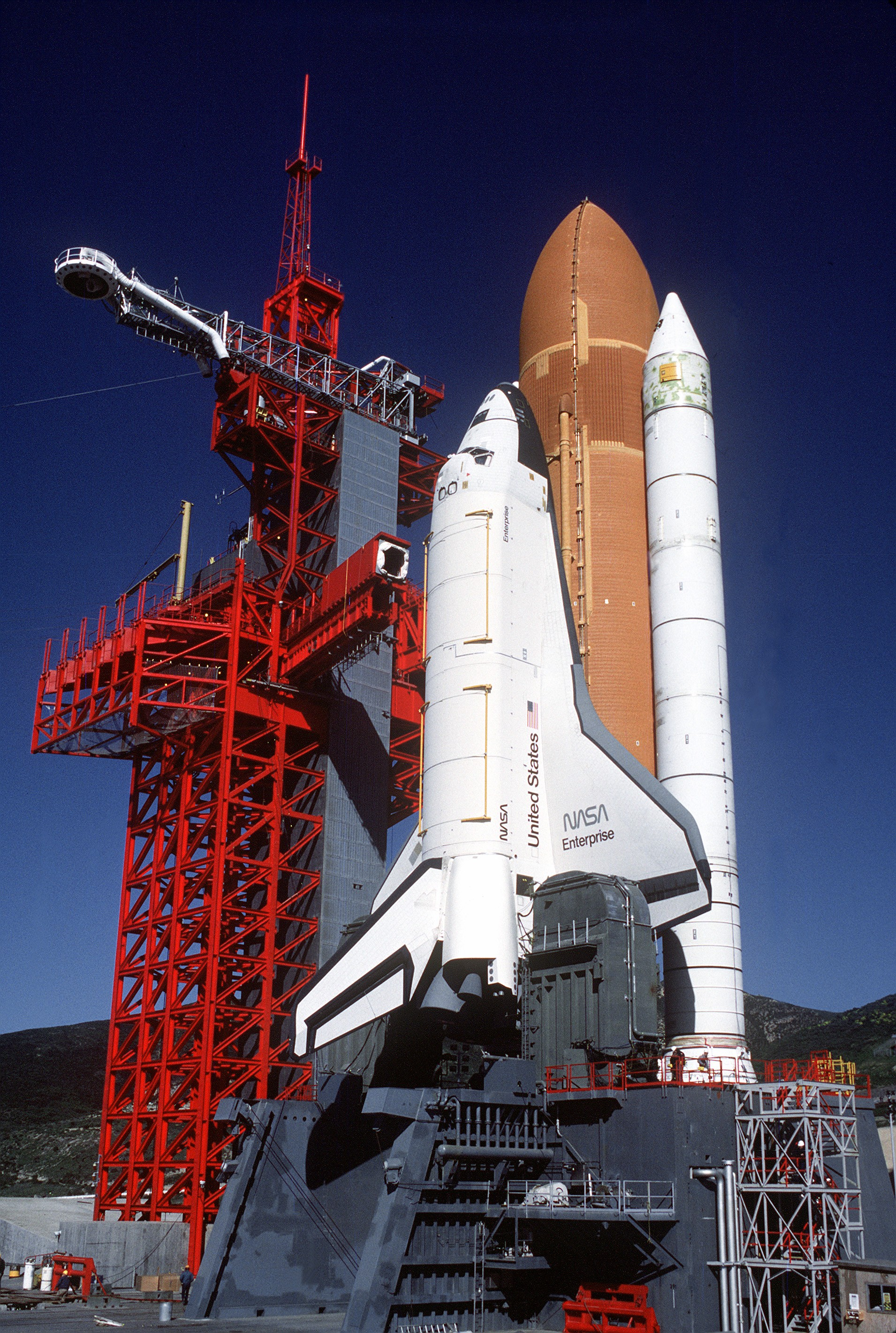
Enterprise în complexul de lansări spaţiale de la Vandenberg